# San Polo (Venedig)
San Polo (venetiansk: Skabelon:Lang-vec) er den mindste af de seks sestieri (distrikter) i Venedig, Norditalien, der dækker 86 hektar langs Canal Grande. Det er en af de ældste dele af byen, der er blevet bosat før det 9. århundrede, da det og San Marco dannede en del af Realtine-øerne. Sestieren er navngivet efter San Polo-kirken.

## Oversigt
Området har været beliggenhed for Venedigs hovedmarked siden 1097 og forbundet med den østlige del af Grande Canal med Rialto-broen siden det 13. århundrede. Den vestlige del af distriktet er nu kendt for sine kirker, mens den østlige del (nogle gange blot kaldet Rialto) er kendt for sine paladser og mindre huse.
Seværdigheder i San Polo omfatter Rialtobroen, San Giacomo di Rialto Kirke (ifølge legende den ældste i byen), Campo San Polo med San Polo Kirke, Casa di Goldoni, Santa Maria Gloriosa dei Frari kirke, San Rocco Kirke og Scuola Grande di San Rocco.